# Зайцегуб п'янкий
Зайцегуб п'янкий (Lagochílus inébrians) — напівчагарник, що росте в Середній Азії; вид роду Зайцегуб родини глухокропивові (Lamiaceae).
В англомовних країнах рослину називають Intoxicanting mint — п'янка м'ята, або Turkestan mint — м'ята туркестанська.
Зайцегуб п'янкий — ендемік Середньої Азії. Поширений в Самаркандській і Бухарській областях Узбекистану. Зустрічається в деяких районах Туркменії і Таджикистану. Росте на передгірних рівнинах і низьких передгір'ях на галечниках, виносах пересохлих ариків і по щебенистих схилах, в сухих полинно-злакових і полинно-різнотравних степах. Як бур'ян — по берегах каналів і ариків.
У народній медицині Середньої Азії зайцегуб п'янкий використовували як кровоспинний засіб. Гемостатична (кровоспинна) дія препаратів зайцегуба обумовлена вітаміном К і дубильними речовинами. Рослину було внесено в восьме видання Державної фармакопеї СРСР.
В якості лікарської сировини використовують квітки і листя зайцегуба (Flores et folia Lagochili), зібрані в період цвітіння.